# كارين هو
كارين هو (بالإنجليزية: Karen Ho)‏ هي عالمة الإنسان أمريكية، ولدت في 5 أغسطس 1971.